# Joseph O’Connor

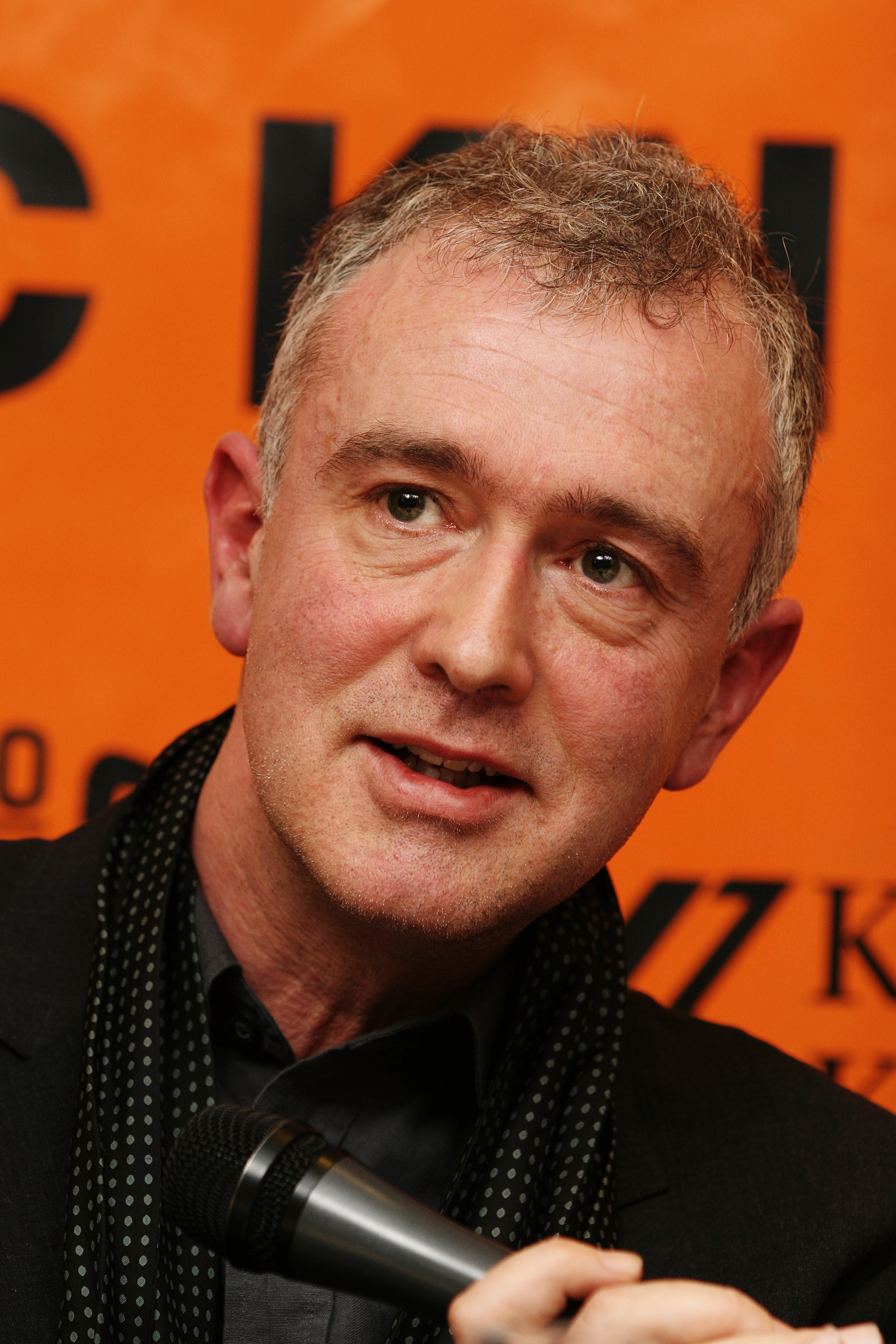
Joseph O'Connor

Joseph O’Connor (ur. 20 września 1963) – irlandzki pisarz, brat piosenkarki Sinéad O’Connor. Swoją karierę pisarską rozpoczął jako dziennikarz gazet The Sunday Tribune i Esquire magazine. W 1991 jego powieść Cowboys and Indians została nominowana do nagrody Whitbread Book Awards. W Polsce wydano dotąd dwie jego książki – Gwiazdę mórz i Miasto odkupienia.

## Wybrane prace
- Cowboys and Indians (1991)
- Even the Olives are Bleeding: The Life and Times of Charles Donnelly (1993)
- Desperadoes (1993)
- The Secret World of the Irish Male (1994)
- The Irish Male at Home and Abroad (1996)
- Sweet Liberty: Travels in Irish America (1996)
- The Salesman (1998)
- Inishowen (2000)
- Star of the Sea (2002) (polskie wydanie Gwiazda mórz)
- Redemption Falls (2007) (polskie wydanie Miasto Odkupienia, 2008)
- Ghost Light (2010)